# Lúky pod Beskydom
Lúky pod Beskydom este o arie protejată (arie specială de conservare — SAC, sit de importanță comunitară — SCI) din Slovacia întinsă pe o suprafață de 68,14 ha, integral pe uscat.

## Localizare
Centrul sitului Lúky pod Beskydom este situat la coordonatele 49°24′08″N 21°26′17″E / 49.402209°N 21.437965°E.

## Înființare
Situl Lúky pod Beskydom a fost declarat sit de importanță comunitară în decembrie 2021.

## Biodiversitate
Situată în ecoregiunea alpină, aria protejată conține 2 habitate naturale: Fânețe de joasă altitudine (Alopecurus pratensis, Sanguisorba officinalis), Mlaștini alcaline.
La baza desemnării sitului se află un număr nedeclarat de specii protejate.